# Cross Keys RFC
Der Cross Keys Rugby Football Club ist ein Rugby-Union-Verein, der in der Welsh Premier Division spielt. Die Heimspiele werden im Pandy Park in Crosskeys im Caerphilly County Borough ausgetragen. Der Verein wurde 1885 gegründet und brachte einige Nationalspieler hervor, die sowohl für Wales als auch für die British and Irish Lions spielten. Seit dem Jahr 2003 stellt der Verein Spieler für die Newport Gwent Dragons, eine von vier walisischen Mannschaften in der multinationalen Magners League.

## Erfolge
- walisischer Meister 1922, 1936

## Bekannte ehemalige Spieler
| - George Boots - Lonza Bowdler - Charlie Faulkner - Ron Herrera - Kingsley Jones - Arthur Lewis | - Ossie Male - Steve Morris - Brian Price - Jeff Squire - Stuart Watkins - Bobby Windsor |